# Gatgölen (Eringsboda socken, Blekinge, 625672-146868)
Gatgölen är en sjö i Ronneby kommun i Blekinge och ingår i Ronnebyåns huvudavrinningsområde. Sjön är 2,2 meter djup, har en yta på 0,043 kvadratkilometer och är belägen 124 meter över havet.